# Ignacio Jara
Ignacio Andrés Jara Vargas (Cerro Navia, Santiago, 28 de enero de 1997) es un futbolista profesional chileno que se desempeña como volante o extremo y actualmente milita en Deportes Antofagasta de la Primera B de Chile.  
Fue descrito por su entrenador de divisiones inferiores en Cobreloa, César Bravo, como un jugador de perfil izquierdo, con manejo en ambos pies, pero de preferencia zurda, de buen dribling y conducción, con tendencia a encarar hacia dentro del área y buscar el arco rival. Sus posiciones de juego varían de volante o delantero, incluso de enganche o falso 9.

## Trayectoria

### Divisiones inferiores
Realiza su formación como futbolista profesional íntegramente en el Club de Deportes Cobreloa, durante el transcurso del tiempo en su etapa de formación, llama la atención del entrenador, Héctor Robles, quien tuvo la intención de llevarlo a las categorías menores de Santiago Wanderers.

### Cobreloa

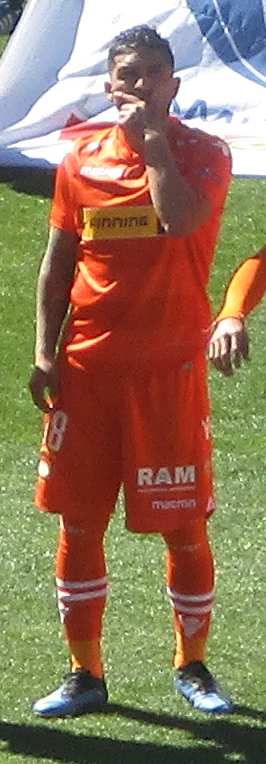
Ignacio Jara en Cobreloa en el año 2018

Debuta en el profesionalismo el día 10 de septiembre de 2016, ante el cuadro de Ñublense en el Estadio Nelson Oyarzún, válido por la sexta fecha del campeonato de Primera B de Chile en la temporada 2015-16. Ingresando en el minuto 83, sustituyendo al jugador Josepablo Monreal.
Su primer gol en el profesionalismo ocurrió el día 15 de septiembre, en el encuentro de Cobreloa y Deportes La Serena, en el Estadio Zorros del Desierto de Calama, válido por el primer partido de los octavos de final del torneo Copa Chile 2016. Anotando este en el minuto 90 del encuentro. El partido terminó en victoria para el cuadro loíno por 3 goles a 0.

### Goiás Esporte Clube
Luego de una gran temporada en Cobreloa es transferido al Goiás Esporte Clube del Campeonato Brasileño de Serie A, donde logra jugar y marcar un gol en el empate 3-3 entre Goiás y Coritiba, pese a tener buenas actuaciones no logra acostumbrarse y con la oferta de jugar en el club del cual es hincha regresa al futbol Chileno y firma con Colo-Colo.

### Regreso al fútbol chileno
En noviembre de 2020, es anunciado como nuevo jugador de Colo-Colo, tras desechar ofertas de Unión La Calera y Deportes Antofagasta. Durante ese torneo participa de la salvación del conjunto albo del descenso a la Primera, y logrando a la temporada siguiente ganar la Copa Chile 2021.
Sin cabida en el conjunto albo, para la temporada 2022 es cedido a Unión Española de la primera división. Para la temporada siguiente, regreso en la misma calidad a Cobreloa, formando parte del plantel que logró el ascenso a la Primera división.

## Selección nacional

### Selecciones menores
Es llamado por primera vez a la selección de fútbol sub-20 de Chile en mayo de 2016, por petición del técnico, Héctor Robles, para disputar amistosos contra equipos locales del país, en esta primera gira con la categoría sub-20 del seleccionado Chileno anota un gol ante el plantel de honor de Everton de Viña del Mar a los 5 minutos, el cotejo se desarrolló en el Estadio Sausalito de Viña del Mar.
En el mes de octubre participa en el torneo amistoso internacional Copa Ciudad de la Independencia disputada en la ciudad de Talca en Chile, en la que se enfrentó a las selecciones sub-20 de Uruguay, Ecuador y Brasil. En el torneo jugó en los 3 encuentros del cuadrangular, anotando un gol al conjunto ecuatoriano a los 30 minutos. Finaliza el torneo con su selección en calidad de invicto y obteniendo segundo lugar.
En diciembre, es convocado a la lista de 25 jugadores del seleccionado Chileno sub-20 que desarrolló el proceso de aclimatación a la altitud del país sede del Campeonato Sudamericano de Fútbol Sub-20 de 2017 –Ecuador–, siendo finalmente parte de la nómina definitiva del seleccionado Chileno que disputó la competición en enero de 2017. Chile es designado en el grupo A de la primera fase de la competición. En el desarrollo de esta disputó 4 partidos, anotando un gol y sirviendo una asistencia. Siendo en el partido ante el  seleccionado Paraguayo donde anota su gol, en el minuto 82 con asistencia de Víctor Dávila y su asistencia ante el conjunto ecuatoriano, habilitando José Luis Sierra Cabrera. Los partidos concluyeron con victoria para Paraguay por 2 goles a 1 y con Ecuador en empate a 1 gol. Finalmente Chile es eliminado del torneo, no pudiendo superar la primera fase de este, terminando la participación del jugador del torneo sudamericano.
En mayo de 2019, se confirma su nominación para disputar el torneo Esperanzas de Toulon del mismo año;  disputó 2 partidos, ante las selecciones de Portugal e Inglaterra, anotando un gol ante este último en el minuto 86 con habilitación de Iván Morales en el triunfo por 2 a 1.

#### Participaciones con selecciones menores
| Torneo                              | Categoría | Sede    | Resultado      | Partidos | Goles | Asistencias |
| ----------------------------------- | --------- | ------- | -------------- | -------- | ----- | ----------- |
| Copa Ciudad de la Independencia     | Sub-20    | Chile   | Segundo lugar  | 3        | 1     | 0           |
| Sudamericano Sub-20 de 2017         | Sub-20    | Ecuador | Primera fase   | 4        | 1     | 1           |
| Torneo Esperanzas de Toulon de 2019 | Sub-23    | Francia | Fase de grupos | 2        | 1     | 0           |

### Selección absoluta
En el mismo mes, el técnico de la selección absoluta de Chile, Juan Antonio Pizzi, lo invita a formar en calidad de sparring parte del plantel seleccionado que participó en la Copa América Centenario junto a los jugadores Adrián Cuadra, René Meléndez y Gabriel Suazo. En los amistosos previos a esta competición, el jugador registró presencias en el banco de suplentes, en los partidos disputado entre Chile y las selecciones de Jamaica y México, en las fechas 27 de mayo y 1 de junio respectivamente.

## Estadísticas

### Clubes
- Actualizado hasta el 6 de abril de 2024.

| Club                         | Div           | Temporada     | Liga  | Liga  | Liga   | Copa  | Copa  | Copa   | Torneos Internacionales | Torneos Internacionales | Torneos Internacionales | Total | Total | Total  |
| Club                         | Div           | Temporada     | Part. | Goles | Asist. | Part. | Goles | Asist. | Part.                   | Goles                   | Asist.                  | Part. | Goles | Asist. |
| ---------------------------- | ------------- | ------------- | ----- | ----- | ------ | ----- | ----- | ------ | ----------------------- | ----------------------- | ----------------------- | ----- | ----- | ------ |
| Cobreloa · Chile             | 2.ª           | 2015-16       | —     | —     | —      | 3     | 1     | 0      | —                       | —                       | —                       | 3     | 1     | 0      |
| Cobreloa · Chile             | 2.ª           | 2016-17       | 9     | 1     | 0      | —     | —     | —      | —                       | —                       | —                       | 9     | 1     | 0      |
| Cobreloa · Chile             | 2.ª           | 2017          | 11    | 3     | 0      | —     | —     | —      | —                       | —                       | —                       | 11    | 3     | 0      |
| Cobreloa · Chile             | 2.ª           | 2018          | 21    | 2     | 0      | 7     | 0     | 0      | —                       | —                       | —                       | 28    | 2     | 0      |
| Cobreloa · Chile             | 2.ª           | 2019          | 25    | 11    | 8      | 1     | 0     | 0      | —                       | —                       | —                       | 26    | 11    | 8      |
| Cobreloa · Chile             | 2.ª           | 2023          | 25    | 2     | 0      | 5     | 2     | 0      | —                       | —                       | —                       | 30    | 4     | 0      |
| Cobreloa · Chile             | Total club    | Total club    | 91    | 19    | 8      | 16    | 3     | 0      | 0                       | 0                       | 0                       | 107   | 22    | 8      |
| Goiás · Brasil               | 1.ª           | 2020          | 8     | 1     | 0      | —     | —     | —      | —                       | —                       | —                       | 8     | 1     | 0      |
| Goiás · Brasil               | Total club    | Total club    | 8     | 1     | 0      | 0     | 0     | 0      | 0                       | 0                       | 0                       | 8     | 1     | 0      |
| Colo-Colo · Chile            | 1.ª           | 2020          | 8     | 1     | 3      | 1     | 0     | 0      | —                       | —                       | —                       | 9     | 1     | 3      |
| Colo-Colo · Chile            | 1.ª           | 2021          | 13    | 2     | 0      | 4     | 0     | 1      | —                       | —                       | —                       | 17    | 2     | 1      |
| Colo-Colo · Chile            | 1.ª           | 2024          | 1     | 0     | 0      | 0     | 0     | 0      | 0                       | 0                       | 0                       | 1     | 0     | 0      |
| Colo-Colo · Chile            | Total club    | Total club    | 22    | 3     | 3      | 5     | 0     | 1      | 0                       | 0                       | 0                       | 27    | 3     | 4      |
| Unión Española · Chile       | 1.ª           | 2022          | 7     | 0     | 0      | 2     | 0     | 0      | 1                       | 0                       | 0                       | 10    | 0     | 0      |
| Unión Española · Chile       | Total club    | Total club    | 7     | 0     | 0      | 5     | 0     | 0      | 1                       | 0                       | 0                       | 10    | 0     | 0      |
| Coquimbo Unido · Chile       | 1.ª           | 2024          | 7     | 1     | 1      | 0     | 0     | 0      | 0                       | 0                       | 0                       | 7     | 1     | 1      |
| Coquimbo Unido · Chile       | Total club    | Total club    | 7     | 1     | 1      | 0     | 0     | 0      | 0                       | 0                       | 0                       | 7     | 1     | 1      |
| Deportes Antofagasta · Chile | 2.ª           | 2025          | 0     | 0     | 0      | 0     | 0     | 0      | 0                       | 0                       | 0                       | 0     | 0     | 0      |
| Deportes Antofagasta · Chile | Total club    | Total club    | 0     | 0     | 0      | 0     | 0     | 0      | 0                       | 0                       | 0                       | 0     | 0     | 0      |
| Total carrera                | Total carrera | Total carrera | 135   | 24    | 12     | 26    | 3     | 1      | 1                       | 0                       | 0                       | 162   | 27    | 13     |

### Selección nacional
- Actualizado hasta el 7 de junio de 2019.

| Selección | Temporada     | Amistosos(1) | Amistosos(1) | Amistosos(1) | Sudamérica(2) | Sudamérica(2) | Sudamérica(2) | Mundial | Mundial | Mundial | Total | Total | Total  |
| Selección | Temporada     | Part.        | Goles        | Asist.       | Part.         | Goles         | Asist.        | Part.   | Goles   | Asist.  | Part. | Goles | Asist. |
| --- | ------------- | ------------ | ------------ | ------------ | ------------- | ------------- | ------------- | ------- | ------- | ------- | ----- | ----- | ------ |
| Sub-20 · Chile | 2016          | 5            | 2            | 0            | —             | —             | —             | —       | —       | —       | 5     | 2     | 0      |
| Sub-20 · Chile | 2017          | 1            | 0            | 0            | 4             | 1             | 1             | —       | —       | —       | 5     | 1     | 1      |
| Sub-20 · Chile | Total         | 6            | 2            | 0            | 4             | 1             | 0             | 0       | 0       | 0       | 10    | 3     | 0      |
| Sub-23 · Chile | 2019          | 2            | 1            | 0            | —             | —             | —             | —       | —       | —       | 2     | 1     | 0      |
| Sub-23 · Chile | Total         | 2            | 1            | 0            | 0             | 0             | 0             | 0       | 0       | 0       | 2     | 1     | 0      |
| Total carrera | Total carrera | 8            | 3            | 0            | 4             | 1             | 0             | 0       | 0       | 0       | 12    | 4     | 1      |
| (1) Incluye los partidos del Torneo Esperanzas de Toulon de 2019. (2) Incluye los partidos del Sudamericano Sub-20 (2017). |               |              |              |              |               |               |               |         |         |         |       |       |        |

## Palmarés

### Campeonatos nacionales
| Título     | Equipo    | País  | Año  |
| ---------- | --------- | ----- | ---- |
| Copa Chile | Colo-Colo | Chile | 2021 |
| Primera B  | Cobreloa  | Chile | 2023 |